# 路易-让-马里·德·波旁
路易-让-马里·德·波旁（法語：Louis-Jean-Marie de Bourbon，1725年11月16日—1793年3月4日）是路易-亞歷山大·德·波旁和瑪麗-維克圖瓦·德·諾瓦耶的兒子。因此，他是路易十四和情婦蒙特斯龐侯爵夫人的孫子。從出生起，他就被稱為彭蒂耶夫爾公爵。他還擁有以下頭銜：蘭巴勒親王（後來作為禮節性頭銜授予了公爵唯一在世的兒子）、卡里尼亞諾親王、朗布依埃公爵、奧馬爾公爵（1775年）、吉索斯公爵、夏托維蘭公爵、阿爾克·恩·巴魯瓦公爵、昂布瓦茲公爵、歐伯爵、吉昂伯爵。他是路易-菲利普二世的岳父。

## 家庭
1744年，路易-让-马里與摩德納公爵埃斯特家族的瑪麗亞·特蕾莎·費莉齊塔結婚，兩人共有1子1女：
1. 路易-亞歷山大（英语：Louis Alexandre, Prince of Lamballe）（1747年—1768年），朗巴勒親王
2. 路易絲·瑪麗·阿德萊德（1753年—1821年），奧爾良公爵夫人